# Wassilissa, die Popentochter

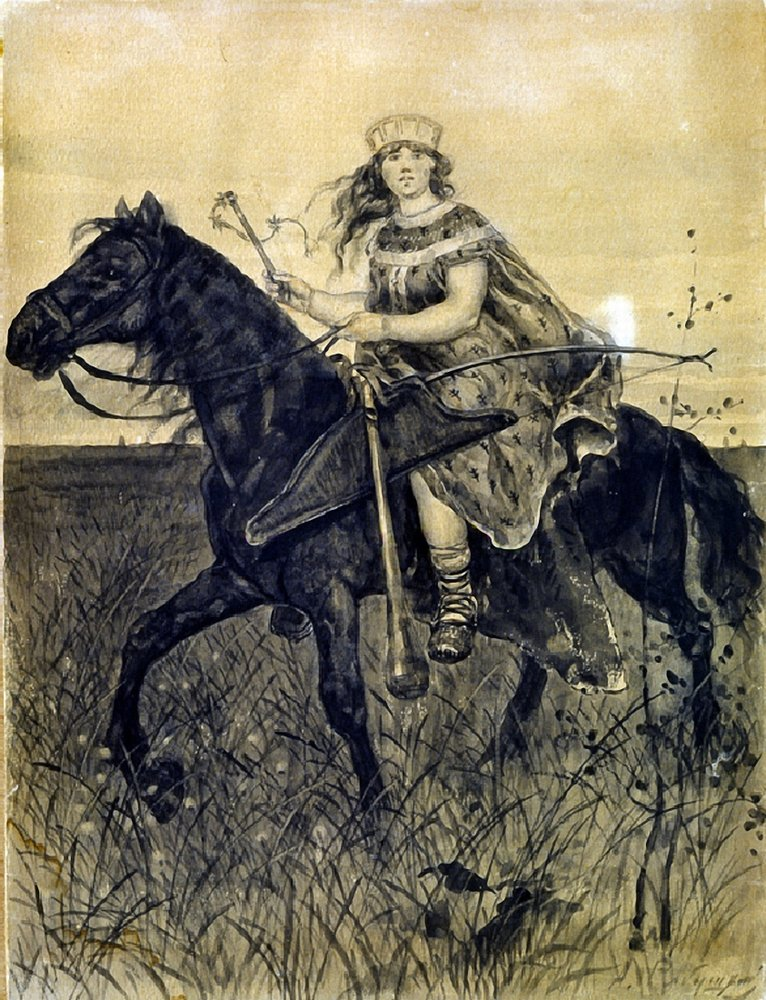
Darstellung auf einer Reproduktion eines Gemäldes von Andrei Rjabuschkin

Wassilissa, die Popentochter (russisch Василиса Поповна, ATU 884B) ist ein slawisches Volksmärchen. Es ist Teil von Alexander Afanassjews Sammlung russischer Volksmärchen (Nr. 316).

## Handlung
Wassilissa, die Tochter des Popen Wassili, kleidet sich als Mann und nimmt an männlichen Aktivitäten teil. Sie reitet, schießt mit dem Bogen und trinkt gern Wodka. Die meisten Leute wissen nicht, dass sie eine Frau ist, und sie ist unter dem Namen „Wassili“ bekannt.
König Barchat ist entschlossen, „Wassilis“ wahres Geschlecht herauszufinden, aber er wird ständig daran gehindert. Sie ist zu schlau, um sich auf seine Pläne einzulassen, und zeigt kein Interesse an „weiblichen Dingen“ wie Stickrahmen oder einer Perlenkette. Später, noch entschlossener, ihr Geschlecht zu enttarnen, bittet der König Wassilissa, baden zu gehen. Ihr Geschlecht bleibt ein Geheimnis, denn sie entzieht sich ihm jedes Mal, wenn er versucht, ihren nackten Körper zu sehen. Am Ende gesteht Wassilisa in einem Brief an Barchat schließlich ihr Geschlecht und prahlt gleichzeitig damit, ihn überlistet zu haben.

## Interpretation
Laut Marilyn Jurich, einer Professorin an der Suffolk University, gibt es am Ende der Handlung keine Andeutung einer Romanze oder Hinweise auf eine mögliche bevorstehende Heirat. Wassilisa genießt weiterhin ihr „unjungfräuliches“ Verhalten und scheint ihre eigene Unabhängigkeit zu genießen. Diese Unabhängigkeit kann sie bewahren, solange andere sie als „männlich“ betrachten. Ganz gleich, welchen Ehemann Wassilissa zu heiraten beschließt, ihre Freiheit wird eingeschränkt, wenn nicht gar aufgehoben. Obwohl sie ihr Geschlecht nicht verleugnet, schützt sie es vor den Konventionen und Zwängen, die andere ihr auferlegen. Auf diese Weise behält sie ihr Selbst und sichert sich ihre Macht.
Laut der russischen Historikerin Natalja Budur ist die Handlung des Märchens mit der Bylina über Wassilissa Mikulischna verbunden, der Frau des Bogatyr Stawr Godinowitsch, die ebenfalls mit außergewöhnlicher Intelligenz und Mut ausgestattet ist.